# 戈爾茲沃西嶺
67°41′S 63°3′E / 67.683°S 63.050°E
戈爾茲沃西嶺（英語：Goldsworthy Ridge）是南極洲的山嶺，位於麥克羅伯特森地，屬於弗拉德山脈的一部分，挪威製圖師根據該國探險隊拍攝的空中照片繪入地圖，現時由南極條約體系管理。